# Arizona State University
Format:Infobox university
Arizona State University (adesea numită prin acronimul său, ASU ori simplificat Arizona State, în traducere aproximativă, Universitatea de stat a [statului] Arizona) este una din cele trei universități ale statului american Arizona, alături de University of Arizona din Tucson, fondată în 1885 și Northern Arizona University din Flagstaff, fondată în 1899.
Arizona State University, care a fost fondată în 1885 ca Tempe Normal School este o instituție de cercetare a Cosmosului prin diverse programe spațiale, la care participă, făcând parte din categoria numită Space grant colleges. Cea mai mare parte a clădirilor sale se găsește în orașul Tempe, parte a Phoenix Metropolitan Area, comitatul Maricopa, statul Arizona. Inițial aflată sub jurisdicția teritoriului Arizona, școala a trecut sub controlul organizației educaționale Arizona Board of Regents în 1945, fiind redenumită atunci Arizona State College. În anul 1958 datorită acțiunii susținute a studenților săi, a fost votată de către Legislatura statului Arizona ca având statut de universitate, ceea ce i-a conferit prezentul nume.

## Istoric

### 1885 – 1929
Numită inițial Tempe Normal School, instituția a fost fondată la 12 martie 1885, după ce John Samuel Armstrong a prezentat un proiect de lege numit Housee Bill 164 - "An Act to Establish a Normal school in the Territory of Arizona" celei de-a 13-a adunări legislativă a Arizona Territory. Cursurile au început un an mai târziu, la 8 februarie 1886, la conducerea instituției fiind Hiram Bradford Farmer. Pământul pentru școală a fost donat de familia George și Martha Wilson din orașul Tempe, permițând primului grup de 13 studenți să înceapă cursurile într-o singură cameră.

### 1930–1989

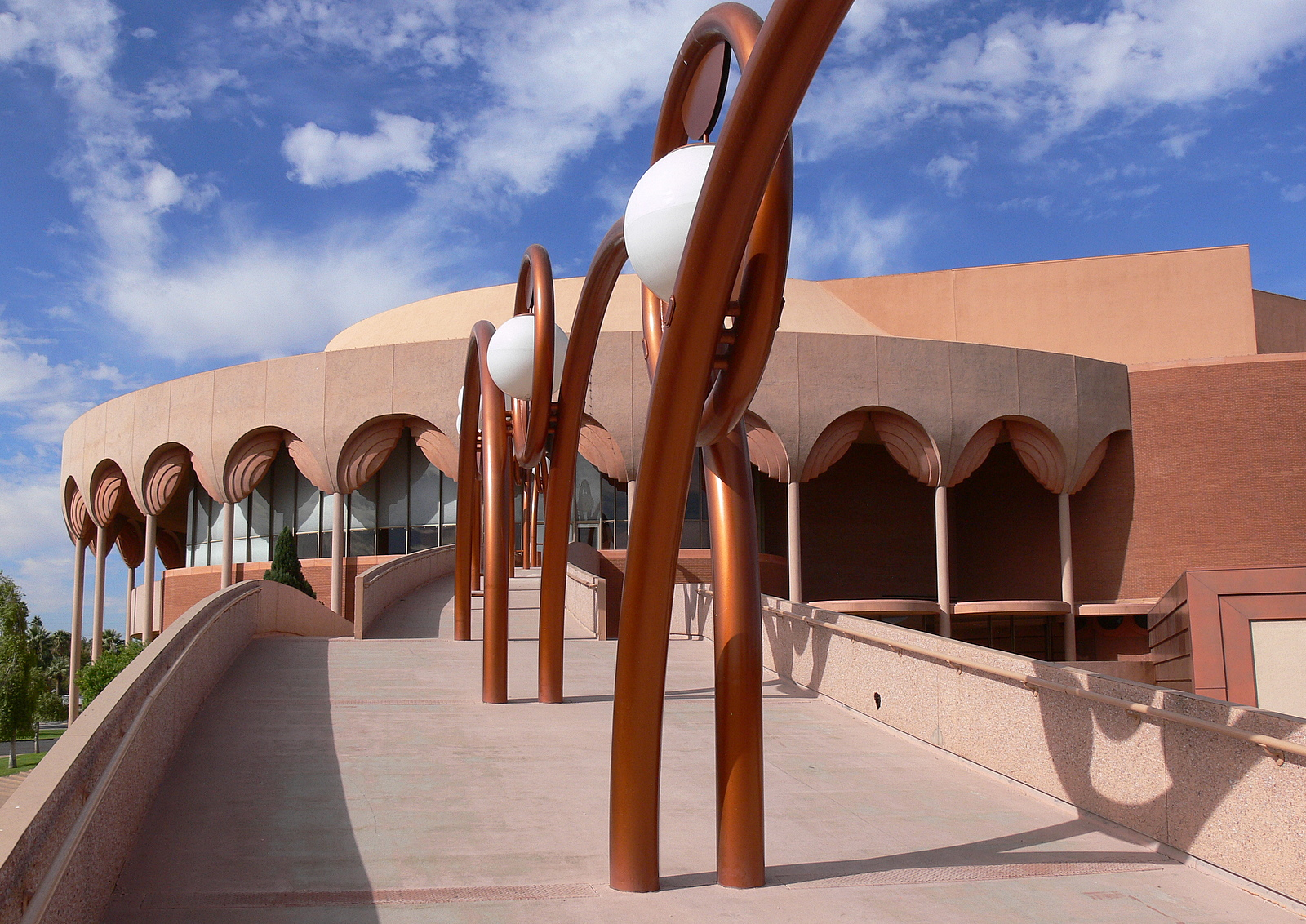
ASU's Gammage Auditorium, designed by Frank Lloyd Wright

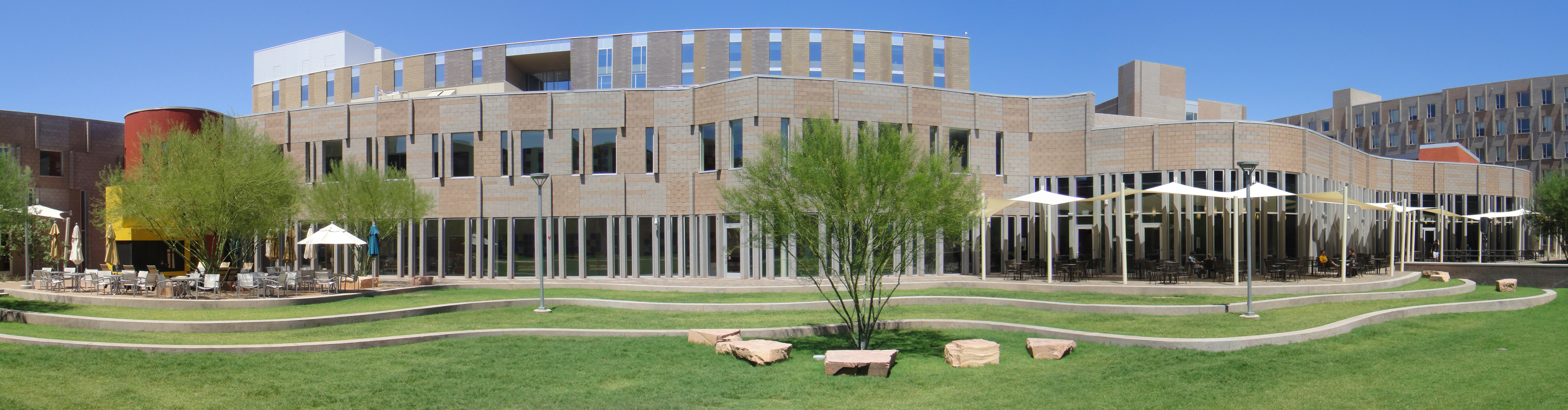
Example of a new academic village, taken at Barrett, The Honors College on the Tempe Campus